# Célestin Hakizimana
Célestin Hakizimana (* 14. August 1963 in Kigali, Ruanda) ist ein ruandischer Geistlicher und römisch-katholischer Bischof von Gikongoro.

## Leben
Célestin Hakizimana studierte am interdiözesanen Priesterseminar von Nyakibanda in Butare und empfing am 21. Juli 1991 die Priesterweihe für das Erzbistum Kigali. Anschließend war er in der Pfarrseelsorge und im katholischen Bildungswesen des Erzbistums Kigali tätig.
Nach weiteren Studien in Neapel wurde er im Fach Dogmatik zum Dr. theol. promoviert. Im Jahr 2011 wurde er zum Generalsekretär der Bischofskonferenz von Ruanda berufen.
Papst Franziskus ernannte ihn am 26. November 2014 zum Bischof von Gikongoro. Die Bischofsweihe spendete ihm der Erzbischof von Kigali, Thaddée Ntihinyurwa, am 24. Januar des folgenden Jahres. Mitkonsekratoren waren der Bischof von Kabgayi, Smaragde Mbonyintege, und der Bischof von Butare, Philippe Rukamba.